# ليوبودراغ سيمونوفيتش
ليوبودراغ سيمونوفيتش (بالصربية: Љубодраг Симоновић) مواليد 10 يناير 1949 في فرنياتشكا بانيا، جمهورية صربيا الاشتراكية، هو لاعب كرة سلة صربي سابق. مثّل منتخب بلاده. شارك في دورة الألعاب الأولمبية الصيفية سنة 1972. حقق المركز الأول في بطولة كأس العالم لكرة السلة 1970.

## سجل المنافسة
شارك في المنافسات التالية:
- بطولة أمم أوروبا لكرة السلة 1967
- بطولة أمم أوروبا لكرة السلة 1969
- بطولة أمم أوروبا لكرة السلة 1971
- الألعاب الأولمبية الصيفية 1972

## الميداليات
| الميدالية | المسابقة                         |
| --------- | -------------------------------- |
| ذهبية     | بطولة كأس العالم لكرة السلة 1970 |
| فضية      | بطولة أمم أوروبا لكرة السلة 1969 |
| فضية      | بطولة أمم أوروبا لكرة السلة 1971 |
| ذهبية     | ألعاب البحر الأبيض المتوسط 1967  |

## روابط خارجية
- ليوبودراغ سيمونوفيتش على موقع الاتحاد الدولي لكرة السلة (الإنجليزية)
- ليوبودراغ سيمونوفيتش على موقع سبورتس رفرنس (الإنجليزية)
- ليوبودراغ سيمونوفيتش على موقع أوليمبيديا (الإنجليزية)